# 長崎県立佐世保第二中学校 (旧制)
旧制長崎県立佐世保第二中学校（きゅうせいながさきけんりつ させぼだいにちゅうがっこう）は、1941年（昭和16年）長崎県により佐世保市に設置された旧制中学校。
現在の長崎県立佐世保北高等学校と長崎県立佐世保南高等学校の前身となった学校の1つである。

## 沿革
旧制中学校
- 1941年（昭和16年）4月1日 - 「長崎県立佐世保第二中学校」（修業年限:5年）が開校。旧・日宇小学校の校舎の一部を仮校舎とする。
- 1942年（昭和17年）4月7日 - 佐世保駅前の旧・佐世保工業学校仮校舎跡地（白南風町）に移転。
- 1943年（昭和18年）4月1日 - 中等学校令により、この年の入学生から修業年限が4年となる。
- 1944年（昭和19年）4月1日 - 教育ニ関スル戦時非常措置方策により、1940年（昭和16年）に入学した生徒から前倒して修業年限4年が実施されることになる。
- 1945年（昭和20年）
  - 3月 - 修業年限5年から4年への短縮実施の前倒しにより、1940年（昭和15年）に入学した5年生と1946年（昭和16年）に入学した4年生合同の卒業式が行われる。
  - 4月1日 - 授業が停止される。ただし、勤労動員は継続。
  - 8月15日 - 終戦。
  - 9月 - 授業を再開。
- 1946年（昭和21年）4月1日 - 修業年限が5年に戻る（この時の入学生が旧制中学最後の入学生となる）。
- 1947年（昭和22年）4月 - 学制改革（六・三制の実施）が行われる。
  - 旧制中学校の募集を停止。
  - 新制中学校を併設し（名称:長崎県立佐世保第二中学校併設中学校、以下:併設中学校）、旧制中学校1・2年修了者を新制中学校2・3年生として収容。
  - 併設中学校はあくまで経過措置として暫定的に設置されたため、新たに生徒募集は行われず、在校生が2・3年生のみの中学校であった。
  - 旧制中学校3・4年修了者はそのまま旧制中学校に在籍し、4・5年生となった（4年で卒業することもできた）。

新制高等学校
- 1948年（昭和23年）
  - 4月1日 - 学制改革（六・三・三制の実施）により、旧制中学校が廃止され、新制高等学校「長崎県立佐世保第二高等学校」（男子校）が発足する。
    - 旧制中学校卒業生（5年修了者）を新制高校3年生、旧制中学校4年修了者を新制高校2年生、併設中学校卒業生（3年修了者）を新制高校1年生として収容。
    - 併設中学校は新制高等学校に継承され（名称:長崎県立佐世保第二高等学校併設中学校）、在校生が1946年（昭和21年）に旧制中学校へ最後に入学した3年生を残すのみとなる。

  - 5月1日 - 旧・海軍防備隊跡（福石町）に移転。
  - 11月 - 米占領軍軍政部教育官ニブロにより、佐世保市内の公立高等学校の統合の方針[1]が打ち出される。
- 1949年（昭和24年）
  - 2月1日 - 佐世保市内の普通科高校5校[2]が統合の上、「長崎県立佐世保北高等学校」と「長崎県立佐世保南高等学校」の2校（男女共学）が発足。
    - 小佐世保川を境に、佐世保市立旭中学校区以西を佐世保北高等学校、佐世保市立山澄中学校区以東を佐世保南高等学校とした。なお、小佐世保川周辺の旭中学校区の生徒は、佐世保南か佐世保北かを選択できるようにした。
    - 併設中学校（5校）も、佐世保南・北の2校に統合される。
    - 旧・佐世保第二中学校校舎（福石校舎）は佐世保北高等学校に継承される[3]。

  - 3月31日 - 併設中学校を廃止。旧制5年から新制3年への修業年限の移行が完了する。

長崎県立佐世保南高等学校#沿革、長崎県立佐世保北中学校・高等学校#沿革も参照。

## 歴代校長
- 初代 - 梅田倫平 （1941年（昭和16年）4月 ～ 1943年（昭和18年）10月）
- 第2代 - 栄岩弘 （1943年（昭和18年）10月 ～ 1946年（昭和21年）3月）
- 第3代 - 近藤保 （1946年（昭和21年）3月 ～ 1948年（昭和23年）5月）
- 第4代（最終） - 上田徳蔵 （1948年（昭和23年）5月 ～ 1949年（昭和24年）2月）

## 関連事項
- 旧制中学校
- 旧制中等教育学校の一覧 (長崎県)